# جواو موريرا (فارس)
جواو موريرا هو فارس برازيلي، ولد في 26 سبتمبر 1983 في كوريتيبا في البرازيل.